# احمد دوست‌حسینی
احمد دوست‌حسینی رئیس پیشین صندوق توسعه ملی ایران بوده‌است.
وی کارشناسی ارشد مهندسی برق دارد. پیش از این، دوست‌حسینی از فعالان شورای رقابت و سپس نایب‌رئیس و نیز دبیرکل اتاق بازرگانی تهران بوده و با انتصاب به‌عنوان قائم‌مقام وزیر صنعت (محمدرضا نعمت‌زاده) از اتاق تهران استعفا کرد. دوست‌حسینی در اردیبهشت ۹۳ از قائم‌مقامی وزارت صنعت استعفا کرد.
به دنبال استعفای سید صفدر حسینی از ریاست هیئت عامل صندوق توسعه ملی به علت رسوایی فیش‌های حقوقی در ۱۰ مرداد ۱۳۹۵، حسن روحانی (رئیس‌جمهور) با صدور حکمی احمد دوست‌حسینی را به عضویت در هیئت عامل صندوق توسعه ملی و ریاست این صندوق منصوب کرد. محمدجعفر منتظری (دادستان کل کشور) تنها چند روز پس از انتصاب دوست‌حسینی به ریاست صندوق توسعه ملی، انتصاب او را به دلیل عدم تشکیل جلسه هیئت عامل این صندوق و عدم جلب رضایت مستقیم اعضای آن و هم‌چنین به دلیل مدرک تحصیلی غیرمرتبط دوست‌حسینی، غیرقانونی دانست.

به دنبال اعتراض دادستان کل کشور، رئیس‌جمهور در ۲۳ مرداد ۱۳۹۵ اعضای هیئت عامل صندوق توسعه ملی را منصوب نمود و با تصویب هیئت امنا، مقام احمد دوست‌حسینی رسمیت و مشروعیت پیدا کرد.